# Shinkichi Imamura
Shinkichi Imamura (jap. 今村新吉 Imamura Shinkichi; ur. 1874, zm. 1946) – japoński lekarz psychiatra, profesor neuropsychiatrii na Uniwersytecie w Osace (1905-1910) i na Uniwersytecie w Kioto (1904-1934).
Pochodził z prefektury Ishikawa. Ukończył szkołę medyczną Uniwersytetu w Tokio. W 1901 roku w laboratorium fizjologicznym we Fryburgu, w 1903 roku pracował w laboratorium Exnera w Wiedniu.

## Wybrane prace
- Ueber die corticalen Störungen des Sehactes und die Bedeutung des Balkens[3]. 1903